# Thunbergia eymae
Thunbergia eymae är en akantusväxtart som beskrevs av Cornelis Eliza Bertus Bremekamp. Thunbergia eymae ingår i släktet thunbergior, och familjen akantusväxter. Inga underarter finns listade i Catalogue of Life.